# Cradock (Południowa Afryka)
Cradock – miasto w Republice Południowej Afryki, w Prowincji Przylądkowej Wschodniej.
W mieście żyje ok. 37 000 ludzi. Założone zostało 27 sierpnia 1818 roku i nazwane imieniem Johna Cradocka, gubernatora Kolonii Przylądkowej w latach 1911–1913.
Cradock położony jest w kanionie Fish River, 292 km na północny wschód od Port Elizabeth. Jest regionalnym ośrodkiem produkcji wełny, żywności, owoców, lucerny i hodowli bydła.